# ريتشارد لونغ (مصور)
ريتشارد لونغ (بالإنجليزية: Richard Long)‏ (و. 1945 – م) هو مصور، ونحات، ورسام، من المملكة المتحدة، ولد في بريستول، وهو عضوٌ في الأكاديمية الملكية للفنون.

## التعليم
تعلم في سنترال سانت مارتينز، وكلية القديس مارتن للفنون ‏.

## جوائز
حصل على جوائز منها:
- Aachen art prize  [لغات أخرى]‏ (1988)
- جائزة تيرنر
- قائد وسام الامبراطورية البريطانية
- جائزة بريميم إمبريال  [لغات أخرى]‏.

## روابط خارجية
- ريتشارد لونغ على موقع مونزينجر (الألمانية)
- ريتشارد لونغ على موقع ديسكوغز (الإنجليزية)